# Disa vaginata
Disa vaginata är en orkidéart som beskrevs av William Henry Harvey och John Lindley. Disa vaginata ingår i släktet Disa och familjen orkidéer. Inga underarter finns listade i Catalogue of Life.